# Sybra albertisi
Sybra albertisi là một loài bọ cánh cứng trong họ Cerambycidae.